# El llac dels cignes
El llac dels cignes és el primer dels tres ballets que va escriure el compositor rus Piotr Ilitx Txaikovski, a petició de l'Òpera de Moscou. Originàriament es va estrenar al Teatre Bolxoi de Moscou el 1877. Sens dubte, aquest ballet és dels més coneguts i populars del món per la seva concepció, la seva admirable coreografia i la meravellosa música de Txaikovski.

## Història
Vladimir Petrovich Begichev, director dels Teatres Imperials de Moscou, va encarregar la partitura del Llac dels Cignes a Piotr Ilitx Txaikovski el maig de 1875 per 800 rubles. Txaikovski va treballar només amb un esquema bàsic de Julius Reisinger dels requisits per a cada ball. Tanmateix, a diferència de les instruccions per a les partitures de La Bella Dorment i El Trencanous, no es coneix cap instrucció escrita que hagi sobreviscut.
A l'estrena, amb coreografia de Reisinger, no va ser gaire acceptat, i el 1895 es va reestrenar amb una nova coreografia, aquesta vegada de Màrius Petipà, que va assolir un gran èxit al Teatre Mariïnski de Sant Petersburg. Es desconeix qui va escriure el llibret original, ni d'on va sorgir la idea de la trama. S'han proposat contes populars russos i alemanys com a possibles fonts, com "L'ànec blanc" i "El vel robat" de Johann Karl August Musäus, però tots dos contes difereixen significativament del ballet.

## Papers
- La princesa Odette (la Reina Cigne, el Cigne Blanc, la Princesa Cigne), una bella princesa que s'ha transformat en un cigne blanc
- El príncep Sigfrid, un príncep atractiu que s'enamora d'Odette
- El baró Von Rothbart, un bruixot malvat que ha encantat l'Odette
- Odile (el Cigne Negre), filla de Rothbart
- Benno von Sommerstern, amic del príncep
- La reina, mare del príncep Sigfrid
- Wolfgang, el seu tutor
- Baró von Stein
- La baronessa, la seva esposa
- Freiherr von Schwarzfels
- Esposa de Freiherr von Schwarzfels
- Un herald
- Un lacai
- Cavallers i dames de la cort, amics del príncep, heralds, convidats, patges, vilatans, servents, cignes, cignets

### Variacions dels personatges
El 1895, Benno von Sommerstern ja s'havia convertit simplement en Benno, i Odette en Reina dels Cignes. A més, el Baró von Stein, la seva esposa, i el Freiherr von Schwarzfels i la seva esposa ja no apareixien al programa. La princesa sobirana o regnant sovint es tradueix com a Reina Mare.
El personatge de Rothbart (de vegades escrit Rotbart) ha estat obert a moltes interpretacions. El motiu de la seva maledicció sobre Odette és desconegut; diverses versions, incloent-hi dos llargmetratges, han suggerit raons, però cap s'explica típicament pel ballet. Rarament se'l representa en forma humana, excepte al tercer acte. Normalment se'l mostra com una criatura semblant a un mussol. A la majoria de produccions, el sacrifici de la parella resulta en la seva destrucció. Tanmateix, hi ha versions en què triomfa. La versió de Yury Grigorovich, que ha estat ballada durant diverses dècades pel Ballet Bolshoi, destaca per incloure els dos finals: Rothbart va ser derrotat a la versió original de 1969, d'acord amb les expectatives de l'era soviètica d'una conclusió optimista, però a la revisió del 2001, Rothbart juga un malvat joc del destí amb Siegfried, que guanya al final, fent que Siegfried ho perdi tot. A la segona producció de l'American Ballet Theatre d'El llac dels cignes, és interpretat per dos ballarins: un de jove i atractiu que atrau Odette cap a la seva perdició al pròleg, i una criatura reptiliana. En aquesta versió, el suïcidi dels amants inspira la resta dels cignes empresonats de Rothbart a girar-se contra ell i superar el seu encanteri.
Odile, la filla de Rothbart, sol portar negre com el carbó (encara que a la producció de 1895 no ho feia), i només apareix al tercer acte. A la majoria de produccions modernes, se la representa com la doble exacta d'Odette (encara que la semblança és deguda a la màgia de Rothbart), i per tant no es pot culpar Siegfried per creure que és Odette. Es suggereix que a la producció original, Odette i Odile van ser ballades per dues ballarines diferents. Aquest també és el cas en algunes produccions d'avantguarda.

## Argument

### Acte primer: Jardins del castell del príncep Sígfrid

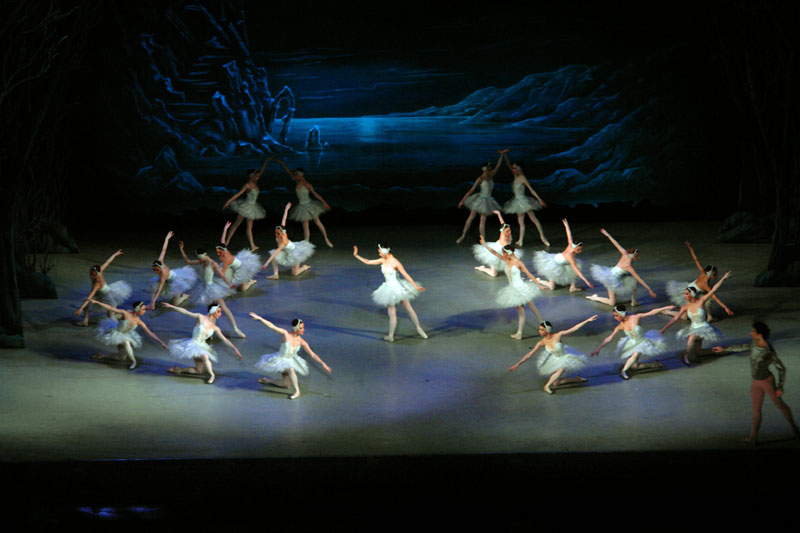
El príncep Sígfrid i Odette, transformada en cigne al mig d'un grup de cignes

El príncep Sígfrid celebra el seu 21è aniversari acompanyat pels seus amics. Les trompetes anuncien l'arribada dels convidats que són saludats cordialment per Sígfrid; comença la festa i els balls. La reina, mare de Sígfrid, irromp en la festa amb les dames d'honor; aquesta el renya per la seva vida despreocupada i li informa que li ha preparat un ball que tindrà lloc la nit següent i en el qual haurà d'escollir esposa. Això provoca una gran malenconia en Sígfrid, que rebutja obstinadament l'ordre de sa mare. Al final, però, l'acaba acceptant. Quan la reina es retira, es reprèn la diversió i el príncep i els seus amics beuen i ballen amb les jovenetes de la festa.
Aviat es fa fosc i se senten les ales d'uns cignes. Els amics de Sígfrid li proposen anar a caçar. Agafen les ballestes i les torxes i se'n van al bosc, i per això decideix marxar cap allà.

### Acte segon: El llac dels cignes

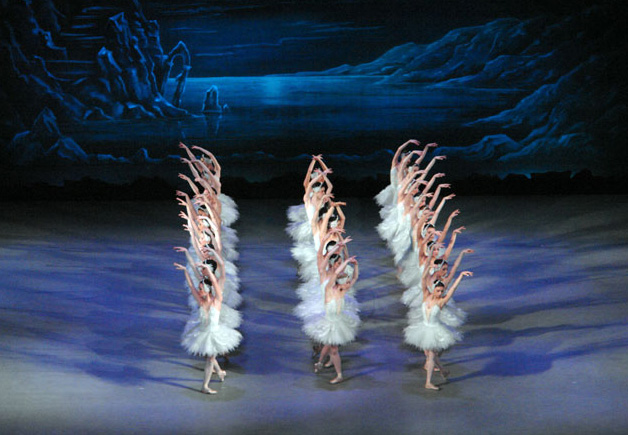
Les donzelles cigne

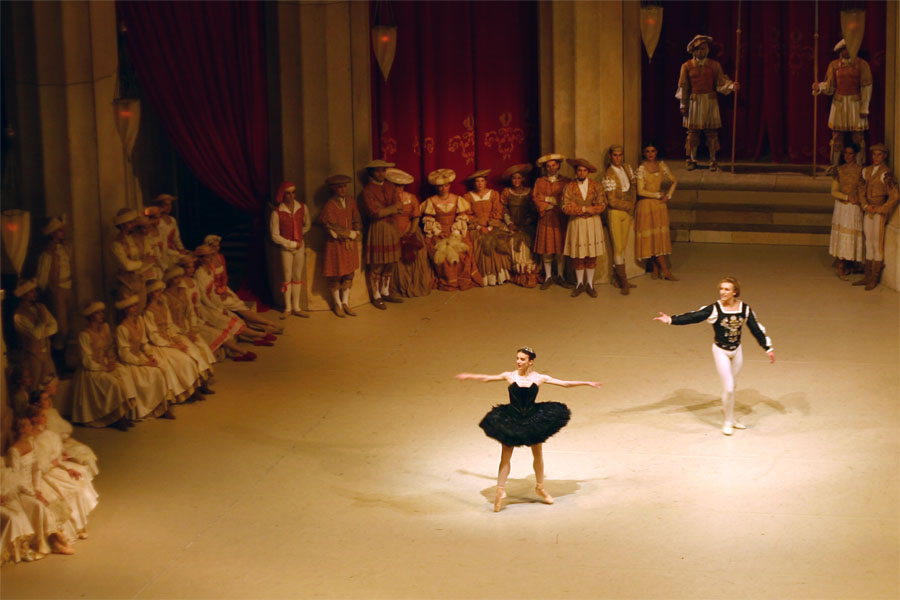
El príncep Sígfrid amb Odile, el cigne negre, al palau Reial

Al bosc, prop d'un llac il·luminat per la lluna, comencen a sortir de les aigües unes precioses donzelles cigne. Els amics del príncep arriben al llac; els joves busquen els cignes entre els arbres, però queden extasiats quan veuen que aquests es troben nedant plàcidament sobre les tranquil·les aigües del llac. Quan el príncep Sígfrid s'hi uneix, es disposa a ordenar la batuda de caça. Però un estrany fenomen el deté. Mentre ell s'amaga darrere d'uns arbustos apareix al llac una extraordinària i màgica criatura, més dona que cigne; té la cara emmarcada per plomes blanques i una delicada tiara de brillants. En adonar-se de la presència de Sígfrid la noia intenta fugir. El príncep, completament enamorat de la dona cigne, li demana que es quedi i ella li suplica que no dispari la ballesta. En preguntar-li el príncep qui és, ella li respon que és Odette, la reina dels cignes, que va ser encantada amb les seves companyes pel mag i bruixot Rothbart i seguiran sent cignes, excepte entre la mitjanit i l'albada, fins que algú li juri amor etern. Els dos joves s'enamoren ràpidament i la seva alegria s'expressa amb la dansa dels cignes. Quan Sígfrid està a punt de jurar-li amor etern a Odette, apareix el malvat mag i bruixot Rothbart, que fa que les donzelles es tornin a transformar en cignes per tal que el príncep Sígfrid no pugui trencar l'encanteri. Tanmateix, abans que marxi Odette, el príncep Sígfrid la convida al ball de la nit següent. Odette s'allunya convertida en cigne.

### Acte tercer: El castell del príncep Sígfrid
Tot està preparat al castell per al començament del gran ball en honor del príncep. Al saló principal, ricament decorat, els convidats esperen l'arribada de la reina i el seu fill. Quan aquests entren, comença la festa. Es presenten les noies que la reina ha escollit com a candidates a princesa. Sígfrid balla amb elles, però s'hi mostra absent i indiferent. El príncep, de fet, està pensant en Odette i la seva trobada de la nit anterior. Quan la seva mare, la reina, li demana que esculli esposa, ell s'hi nega i li confessa que estima a una altra noia. En aquest moment, s'anuncia l'entrada d'un noble desconegut i la seva filla. El noble és el mag i bruixot Rothbart, que es presenta a la festa amb la seva filla Odile, una jove vestida de negre, convertida en una doble d'Odette, que és el viu retrat d'Odette. El príncep cau sota l'encanteri d'Odile, que es mostra seductora i calculadora. Ell en cap moment es planteja que Odile no sigui Odette. Així, la festa continua i els convidats, contents amb la celebració, ofereixen una sèrie de danses tradicionals.
Rothbart, satisfet amb el resultat del seu engany, proposa al príncep que balli amb Odile. Durant el pas de deux entre Sígfrid i Odile, aquesta reafirma el seu poder sobre el príncep. Al final, el jove demana a Rothbart la mà de la seva filla Odile i li jura amor etern. En fer el príncep Sígfrid el jurament, se sent un terrabastall de trons, la sala s'enfosqueix i els cortesans fugen atemorits. De lluny es veu la vertadera Odette. Sígfrid s'adona del seu error i corre desesperat al llac dels cignes.

### Acte quart: El llac dels cignes

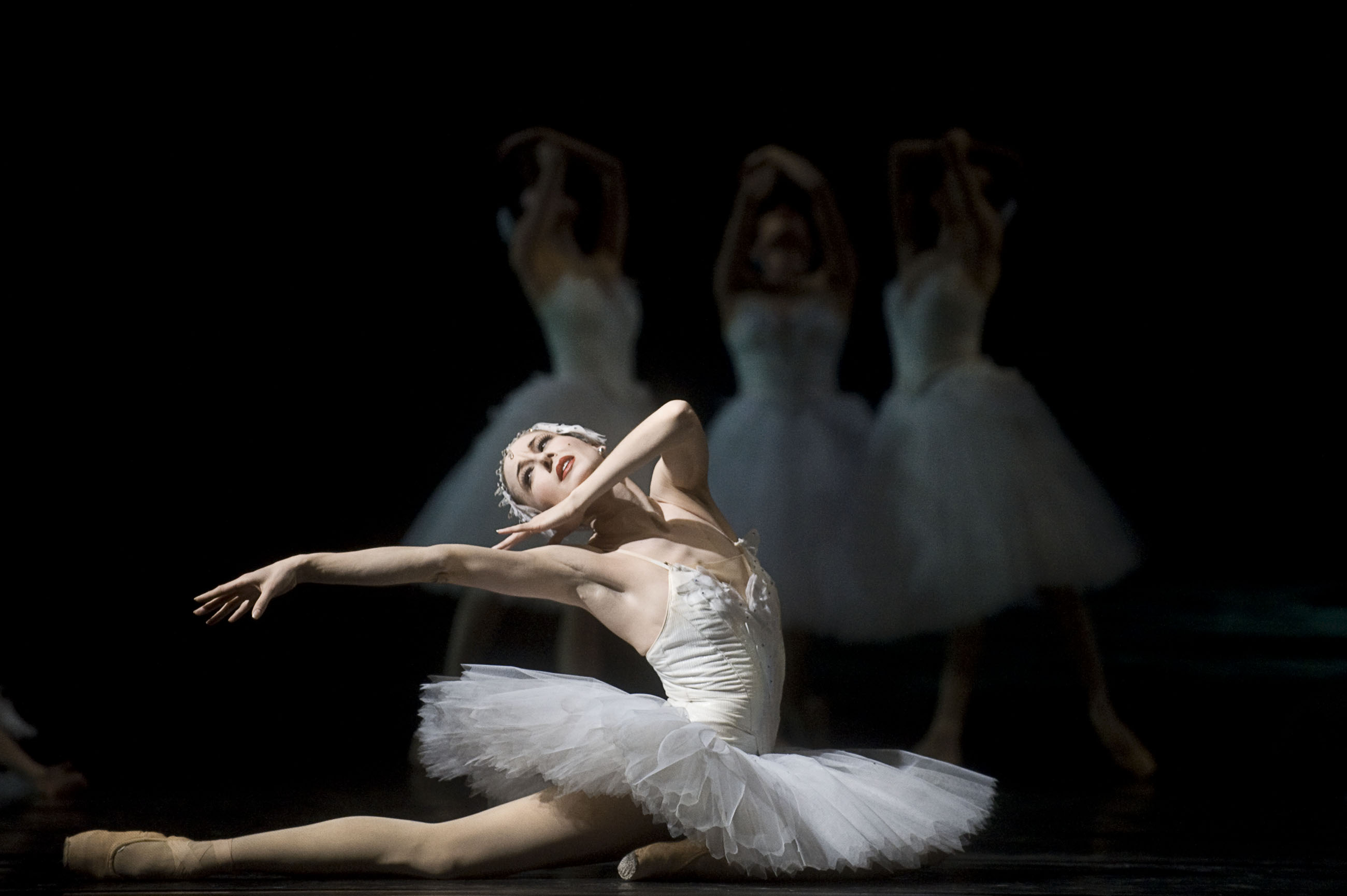
L'escena de la mort del cigne és potser la més popular d'aquesta obra, i una de les més conegudes del ballet clàssic

És de nit i a la riba del llac les donzelles cigne ballen entristides pel destí de la seva reina. Odette arriba plorant desconsolada i les seves amigues intenten calmar-la. Sígfrid no tarda a aparèixer descompost per implorar-li perdó; la busca entre els cignes i quan l'entreveu envoltada per les seves donzelles la pren tendrament de la mà i li jura amor infinit. Malauradament, Odette li anuncia a Sígfrid que ni tan sols el seu jurament de fidelitat la podrà salvar, ja que el mag i bruixot Rothbart l'ha condemnada a morir si era traïda. Apareix llavors el mag i bruixot Rothbart, enfurismat, reclamant el retorn dels cignes. Sígfrid i Odette lluiten amb ell i el vencen. Però és en va. L'encanteri no s'ha trencat i Odette està sentenciada a viure eternament com un cigne. Només la seva mort el podrà desfer. Així, Odette es tira al llac i Sígfrid, bojament enamorat d'ella, també s'hi enfonsa darrere. El sacrifici d'amor d'Odette i Sígfrid trenca el malefici i amb la sortida del sol els cignes recuperen la seva forma de donzella per sempre més. Sobre el llac apareixen els esperits d'Odette i Sígfrid, que s'encaminen cap a una eterna felicitat.
Hi ha altres versions pel final de l'acte quart: la més coneguda n'és el trencament de l'encanteri amb la mort de Rothbart. Així, Odette i Sígfrid viuen junts.

### Finals alternatius
Existeixen molts finals diferents, des del romàntic fins al tràgic.
- El 1950, Konstantin Sergeiev va establir un nou Llac per al Ballet Mariïnski (després el Kirov) després de Petipa i Ivanov, però va incloure alguns trossos de Vaganova i Gorski. Sota el règim soviètic, el tràgic final va ser reemplaçat per un feliç, així que en les versions de Mariinsky i Bolshoi, Odette i Siegfried van viure felices per sempre.
- En la versió ballada avui pel Ballet Mariinski, el final és un d'un feliç sempre en el qual Siegfried combat a Rothbart i s'estripa de la seva ala, matant-ho. Odette es restaura a la forma humana i ella i Siegfried estan feliçment units. Aquesta versió ha estat utilitzada sovint per companyies de ballet russes i xineses.
- En la versió de 1966 Rudolf Nuréiev coreografiada per al Ballet Estatal de Viena, Rothbart s'emporta a Odette i deixa a Siegfried ofegar-se en la tempesta que va crear, deixant a Odette en captivitat.
- En la versió de 1986 Rudolf Nuréiev va coreografiar per al Ballet de l'Òpera Nacional de París, Rothbart lluita amb Siegfried, qui és vençut i mor, deixant a Rothbart per a portar a Odette triomfalment fins als Cels.
- En la producció neerlandesa de Ballet Nacional de 1988, coreografiada per Rudi van Dantzig, Siegfried es va adonar que no pot salvar a Odette de la maledicció, per la qual cosa s'ofega. El seu amic, Alexander, troba el seu cos i el porta.[5]
- En la versió de 1988 del Ballet del Festival de Londres, Odette mor als braços de Siegfried, que la porta al llac, on tots dos s'ofeguen. Això trenca la maledicció i estan units en la mort.
- Encara que la producció del Ballet Bolshoi de 1969 per Yury Grigorovich contenia un final feliç similar a la versió del Ballet Mariinsky, la revisió de 2001 va canviar el final a una tràgica. Siegfried és derrotat en un enfrontament amb el Geni Malvat, que incauta a Odette i la porta a parts desconegudes abans que els amants puguin unir-se, i Siegfried és deixat per si mateix en el llac. La principal manifestació clau del leitmotif principal i la resta de l'Apotheosis (retingut en la producció de 1969) se substitueixen per una repetició modificada i transposada de la Introducció seguida de les últimes barres del No. 10/No. 14, tancant el ballet en una nota amarga.
- En una versió que té un final molt pròxim a l'avivament de Mariinsky de 1895, ballat per l'American Ballet Theatre a partir de 2000 (amb una gravació de vídeo publicada El 2005), la promesa equivocada de Siegfried de fidelitat a Odile condona a Odette a romandre un cigne per sempre. Després d'adonar-se que el seu últim moment d'humanitat està a la mà, Odette es llança al llac, matant-se a si mateixa. Siegfried la segueix a la seva mort. Aquest acte de sacrifici i amor trenca el poder de Rothbart, i és destruït. En la taula final, els amants es veuen aixecant-se junts al Cel en l'apoteosi.
- En una versió ballada pel New York City Ballet El 2006 (amb coreografia de Peter Martins després de Lev Ivanov, Marius Petipa i George Balanchine), la declaració de Siegfried que desitja casar-se amb Odile constitueix una traïció que condemna a Odette a romandre un cigne per sempre. Se'n diu en forma de cigne, i Siegfried queda només en dol a mesura que cau la cortina.
- En la versió 2006 de Stanton Welch per al Ballet de Houston, també basat en Petipa i Ivanov, l'última escena ha estat Siegfried tractant de matar a Rothbart amb el seu arc, però ell perd i colpeja a Odette en el seu lloc. cau, es trenca l'encanteri de Rothbart i recupera la forma humana. Siegfried l'abraça mentre mor, després porta el seu cos al llac, on també s'ofega.[6][7][8]
- En la versió 2006 de Michael Pink for Milwaukee Ballet, Rothbart apaga a Odette davant els ulls de Siegfried. Odette mortalment ferit, és portat al llac per Siegfried on s'ofeguen. El seu amor derrota a Rothbart i a Odile. Com en l'avivament de Mariinsky de 1895, l'apoteosi revela als amants reunits en la mort.
- En una versió ballada per San Francisco Ballet El 2009, Siegfried i Odette es llancen al llac, com en l'avivament de Mariinsky de 1895, i Rothbart és destruït. Dos cignes, que impliquen ser els amants, són llavors vists sobrevolant la Lluna.
- En una versió ballada pel Ballet Nacional del Canadà El 2010, Odette perdona a Siegfried per la seva traïció i la promesa de reconciliació brilla momentàniament abans que Rothbart convoqui una tempesta violenta. Ell i Siegfried lluiten. Quan la tempesta s'enfonsa, Odette es deixa només per a plorar als morts Siegfried.
- En la versió 2012 realitzada en el Blackpool Grand Theatre[9] pel Ballet Estatal de Rússia de Sibèria Siegfried arrossega a Rothbart al llac i tots dos s'ofeguen. Odette es queda com un cigne.
- En la versió del Ballet Nacional Anglès 2015 My First Swan Lake, específicament recreat per a nens petits, el poder de l'amor de Siegfried i Odette permet als altres cignes aixecar-se i derrotar a Rothbart, qui cau fins a la seva mort. Això trenca la maledicció, i Siegfried i Odette viuen feliços per sempre. Això és com els finals feliços per sempre del Ballet Mariïnski. En una nova producció El 2018, Odile ajuda a Siegfried i Odette al final. Rothbart, que és el germà d'Odile en aquesta producció, és perdonat i ell abandona el seu poder maligne. Odette i Siegfried viuen feliços per sempre i romanen amics amb Rothbart i Odile.[10]
- En la producció del Ballet Real Danès d'Hübbe i Schandorff de 2015 i 2016, Siegfried es veu obligat per Rothbart a casar-se amb Odile, després de condemnar a Odette a la seva maledicció com un cigne per sempre en professar erròniament el seu amor a Odile.
- En la versió 2018 de The Royal Ballet, Siegfried rescata a Odette del llac, però resulta estar morta, a pesar que l'encanteri està trencat. Les versions anteriors a 2018 no tenen aquest final, només el final de 1895.[11]
- En la versió del Ballet Australià de 2023 de David Hallberg, Odette fa una promesa irrevocable a von Rothbart, jurant obediència eterna per a salvar a Siegfried. Triomfalment, Rothbart quitació a Odette de Siegfried. Només en el seu dolor, Siegfried es llança a si mateix d'un precipici i mor.[12]

## Moviments
Els seus moviments són: 
- Paratge
- Dansa dels petits cignes
- Vals
- Dansa hongaresa
- Dansa espanyola
- Allegro assai
- Errant
- Introducció
- Pas de deux

## Instrumentació
El llac dels cignes està compost per a la típica gran orquestra de finals del segle xix:
- Cordes: violins I i II; violes, violoncels; contrabaixos, arpa
- Vent fusta: Flautí; 2 flautes; 2 oboès; 2 clarinets en Si ♭, La i Do; 2 fagots
- Metall: 4 trompes en fa; 2 cornetes de vàlvules en la i si ♭; 2 trompetes en fa, re i mi; 3 trombons (2 de tenor, 1 de baix); tuba
- Percussió: timbals; caixa; plats plat; bombo; triangle; Pandereta; castanyoles; Gong; glockenspiel; campanes